# Albatros L 75
L'Albatros L 75 Ass (in tedesco Asso) fu un aereo da addestramento biplano bimotore sviluppato dall'azienda tedesca Albatros Flugzeugwerke GmbH nei tardi anni venti e prodotto, oltre che dalla stessa, anche dalla Focke-Wulf Flugzeugbau AG dopo la sua acquisizione nei primi anni trenta.

## Storia del progetto
Alla fine degli anni venti, l'esigenza sempre più pressante di dover ricostituire la struttura dell'aeronautica nella Germania del periodo, convinse l'Albatros a dedicarsi alla progettazione di un nuovo velivolo destinato all'addestramento avanzato dei piloti nelle scuole di volo civili.
Il progetto venne affidato all'ingegnere e asso dell'aviazione della prima guerra mondiale Walter Blume, che basandosi sull'esperienza maturata con il precedente L 68 Alauda progettò un modello che ne riproponeva l'aspetto generale convenzionale, che poteva essere facilmente adattato all'utilizzo di varie motorizzazioni sia in linea che radiali, ma caratterizzato da alcune migliorie tecnologiche, tra le quali l'adozione dei uno stabilizzatore ad incidenza regolabile ed un carrello d'atterraggio, che seppure era di tipo biciclo fisso come nel modello precedente, era rinforzato, montato su struttura elastica e ammortizzata, e adottava una soluzione a ruote indipendenti.
Il prototipo, equipaggiato con un motore BMW IVa 6 cilindri in linea, venne portato in volo per la prima volta nel 1928 e, verificata la rispondenza alle specifiche di progetto, avviato alla produzione in serie nei quattro anni successivi. Benché l'Albatros fosse riuscita ad aggiudicarsi un consistente appalto la difficoltà economica in cui si era ritrovata costrinse l'azienda ad essere assorbita dalla Focke-Wulf Flugzeugbau la quale continuò a realizzare gli ultimi sette esemplari del modello nella propria catena di produzione.

## Tecnica
L'L 75 era un velivolo dall'aspetto convenzionale, monomotore biposto biplano a carrello fisso.
La fusoliera, realizzata con struttura in tubi d'acciaio saldati, era caratterizzata dalla presenza di due abitacoli separati, aperti e posizionati in tandem, dotati di . Particolare era la soluzione adottata nell'impennaggio, dove l'unico piano orizzontale, di pianta romboidale e ad incidenza variabile, era collocato anteriormente rispetto alla deriva e a sbalzo sulla parte dorsale della fusoliera.
Le configurazione alare era biplana a scalamento positivo, con piani alari dalla forma e dimensioni identiche ed entrambi dotati di alettoni, quella superiore, collocata alta a parasole, collegata alla fusoliera da un castello tubolare centrale e a quella inferiore, collocata bassa sulla fusoliera e leggermente scalata verso coda, da una coppia, uno per lato, di montanti "ad N".
Il carrello d'atterraggio era del tipo biciclo anteriore fisso a struttura elastica, caratterizzato dall'adozione di ruote indipendenti collocate all'apice di gambe di forza dotate di ammortizzatori ed integrato posteriormente da un pattino d'appoggio posizionato sotto la coda.
La propulsione era affidata ad un singolo motore aeronautico raffreddato a liquido posto sul naso del velivolo, a seconda delle varie versioni o un BMW Va 12 cilindri a V, propulsore che consentiva di raggiungere una maggiore quota di servizio, o uno Junkers L5 a 6 cilindri in linea, entrambi abbinati ad un'elica bipala a passo fisso.
Tra le dotazioni vi era anche la possibilità di installare una fotocamera per missioni di ricognizione aerea sotto il sedile dell'abitacolo posteriore dove un'apertura sulla parte inferiore della fusoliera consentiva all'obiettivo la necessaria visuale.

## Impiego operativo
L'L 75 venne utilizzato dalla Deutsche Versuchsanstalt für Luftfahrt (DVL), e, principalmente, dalla Deutsche Verkehrsfliegerschule (DVS), organizzazione paramilitare istituita come copertura per la formazione dei futuri piloti della Luftwaffe. Si registra almeno un esemplare, l'L 75a Wk.n.10145 immatricolato D-1593, rimasto in servizio fino al giugno 1940 e perso per incidente.

## Versioni
La produzione totale si attesta su 43 esemplari suddivisi in 9 versioni:
L 75
prototipo equipaggiato con un motore BMW IVa, un esemplare.
L 75a
versione di serie equipaggiata con un motore BMW Va, produzione totale con la comparabile versione L 75c attestata a 12 esemplari.
L 75b
versione equipaggiata con un motore Junkers L5, realizzata in 7 esemplari.
L 75c
come L 75a, produzione totale con la comparabile versione L 75a attestata a 12 esemplari.
L 75d
versione equipaggiata con un motore BMW Va, realizzata in 3 esemplari.
L 75E
versione equipaggiata con un motore BMW Va, realizzata in 2 esemplari.
L 75F
versione equipaggiata con un motore Junkers L5, realizzata in un solo esemplare.
L 75DSA
versione equipaggiata con un motore BMW Va, realizzata in 3 esemplari.
L 75DSB
versione equipaggiata con un motore Junkers L5, realizzata in 14 esemplari.

## Utilizzatori
Germania
- Deutsche Versuchsanstalt für Luftfahrt (DVL)
- Deutsche Verkehrsfliegerschule (DVS)